# Bughea de Sus, Prahova
Bughea de Sus este un sat în comuna Teișani din județul Prahova, Muntenia, România.
Semnalarea unei întărituri dacice și atestarea timpurie în documente a așezării, din 1625, fac dovada vechimii acestei localități.